# Hank Mobley
Hank Mobley (all'anagrafe Henry Mobley) (Eastman, 7 luglio 1930 – Filadelfia, 30 maggio 1986) è stato un sassofonista e compositore statunitense, di musica jazz.

## Biografia
Nacque in Georgia, ma si spostò subito con la famiglia nel New Jersey. Fra i primi musicisti con cui collaborò ci furono Dizzy Gillespie e Max Roach. Prese parte ad alcune delle prime registrazioni hard-bop, insieme ad Art Blakey, Horace Silver e Kenny Dorham, partecipando allo storico album Horace Silver and the Jazz Messengers.
Durante gli anni '60 lavorò principalmente come leader, registrando 25 album per la Blue Note, tra cui Soul Station e Roll Call, pietre miliari nella storia del jazz del dopoguerra, e tutti fra il 1955 e il 1970. Durante la sua carriera suonò con i più grandi jazzisti hard-bop della sua generazione: Grant Green, Freddie Hubbard, Sonny Clark, Wynton Kelly, Philly Joe Jones e Lee Morgan. Fu anche membro del quintetto di Miles Davis, incidendo tra gli altri il famoso album Someday My Prince Will Come.
Dopo qualche anno di carcere per detenzione e uso di stupefacenti, Mobley soggiornò tra il 1966 e il 1970 in Europa, facendo base a Parigi e incidendo, tra gli altri, con Archie Shepp. Si esibì anche in Italia col pianista Franco D'Andrea e il batterista Franco Mondini.
Costretto a ritirarsi parzialmente dalla musica verso la metà degli anni '70, a causa di forti problemi economici, il furto del sassofono (che lo costrinse, per qualche tempo, a suonare il sax baritono) e un grave enfisema polmonare, Mobley è scomparso nel 1986. Le ultime sue apparizioni dal vivo lo hanno visto assieme al pianista Duke Jordan.
Mobley fu descritto dal critico musicale Leonard Feather come "il campione dei pesi medi del sax tenore", per indicare la qualità del suo suono, a metà strada tra l'aggressività di John Coltrane e la dolcezza di Stan Getz. Questa descrizione fu però spesso ingiustamente fraintesa come una supposta indicazione di mediocrità. Il suo stile rilassato, raffinato e melodico, in netto contrasto con quello di capiscuola come Coltrane e Sonny Rollins, e il fatto di aver rimpiazzato lo stesso Coltrane subito dopo che questi abbandonò il gruppo di Miles Davis - il che sollecitò ulteriori e non pienamente giustificati confronti - fecero sì che il suo talento venisse pienamente apprezzato solo dopo la sua morte. Ma l'influenza maggiore su Mobley resta quella di Lester Young.

## Vita privata
Della vita extramusicale di Mobley non si sa assolutamente niente: il sassofonista ha rilasciato solo due brevi interviste in tutta la sua carriera (una al giornalista e critico John Litweiler) mantenendo sempre un estremo riserbo sulle sue vicende private. Anche la biografia di Derek Ansell uscita nel 2008 è costretta a basarsi solo sulla documentazione discografica del musicista, tale è l'assoluta mancanza di qualsiasi altra notizia di carattere personale.

## Discografia
- 1953 - The Max Roach Quartet Featuring Hank Mobley (Debut DLP 13) pubblicato nel 1954
- 1955 - Hank Mobley Quartet (Blue Note Records, BLP 5066)
- 1956 - The Jazz Message of Hank Mobley (Savoy Records, MG 12064)
- 1956 - Mobley's Message (Prestige Records, PRLP 7061)
- 1956 - The Jazz Message of Hank Mobley №2 (Savoy Records, MG 12092)
- 1956 - Mobley's 2nd Message (Prestige Records, PRLP 7082) pubblicato nel 1957
- 1956 - Tenor Conclave (Prestige Records, PRLP 7074) con John Coltrane, Zoot Sims e Al Cohn, pubblicato nel 1957
- 1956 - Hank Mobley with Donald Byrd and Lee Morgan (Blue Note Records, BLP 1540) pubblicato nel 1957
- 1957 - Hank Mobley and His All Stars (Blue Note Records, BLP 1544)
- 1957 - Hank Mobley Quintet (Blue Note Records, BLP 1550)
- 1957 - Hank (Blue Note Records, BLP 1560)
- 1957 - Hank Mobley (Blue Note Records, BLP 1568) pubblicato nel 1958
- 1957 - Hank Mobley Quintet Featuring Sonny Clark (Blue Note Records, BNJ 61006) pubblicato nel 1984
- 1957 - Poppin' (Blue Note Records, GXF 3066) pubblicato nel 1980
- 1958 - Peckin' Time (Blue Note Records, BLP 1574) con Lee Morgan, pubblicato nel 1959
- 1958 - The Complete Blue Note Hank Mobley Fifties Sessions (Mosaic Records, MQ10-181) pubbl. nel 1998
- 1960 - Soul Station (Blue Note Records, BLP 4031)
- 1960 - Roll Call (Blue Note Records, BLP 4058) pubblicato nel 1961
- 1961 - Workout (Blue Note Records, BLP 4080) pubblicato nel 1962
- 1961 - Another Workout (Blue Note Records, BST 84431) pubblicato nel 1985
- 1963 - No Room for Squares (Blue Note Records, BLP 4149) pubblicato nel 1964
- 1963 - The Feelin's Good (Blue Note Records, ST 84401) pubblicato nel 2013
- 1963 - Straight No Filter (Blue Note Records, BST 84435) pubblicato nel 1985
- 1965 - The Turnaround! (Blue Note Records, BLP 4186)
- 1965 - Dippin' (Blue Note Records, BLP 4209) pubblicato nel 1966
- 1965 - A Caddy for Daddy (Blue Note Records, BLP 4230) pubblicato nel 1967
- 1966 - A Slice of the Top (Blue Note Records, LT 995) pubblicato nel 1979
- 1967 - Third Season (Blue Note Records, LT 1081) pubblicato nel 1980
- 1967 - Far Away Lands (Blue Note Records, BST 84425) pubblicato nel 1984
- 1967 - Hi Voltage (Blue Note Records, BST 84273) pubblicato nel 1968
- 1968 - Reach Out! (Blue Note Records, BST 84288)
- 1969 - The Flip (Blue Note Records, BST 84329)
- 1970 - Thinking of Home (Blue Note Records, LT 1045)
- 1972 - Breakthrought! (Cobblestone Records, CST 9011) con Cedar Walton[1]